# Christoph Scheiner
Christoph Scheiner, né le 25 juillet 1575 à Markt Wald près de Mindelheim en Souabe bavaroise et mort le 18 juillet 1650 à Neisse en Silésie, est un prêtre jésuite allemand, astronome et mathématicien à l'université d'Ingolstadt, pionnier de l'optique instrumentale et codécouvreur des taches solaires.

## Biographie

### Années de formation
Scheiner étudia au collège jésuite d'Augsbourg de mai 1591 à1595 avant d'être admis le 26 octobre 1595 au sein de la Compagnie de Jésus. Il fit son noviciat à Landsberg am Lech sous la direction du père Rupert Reindl et prononça ses vœux le 26 octobre 1597 à Augsbourg chez Melchior Stör. Il poursuivit sa formation religieuse et reçut les sacrements mineurs le 19 septembre 1598 à Augsbourg de l’évêque Sebastian Breuning.

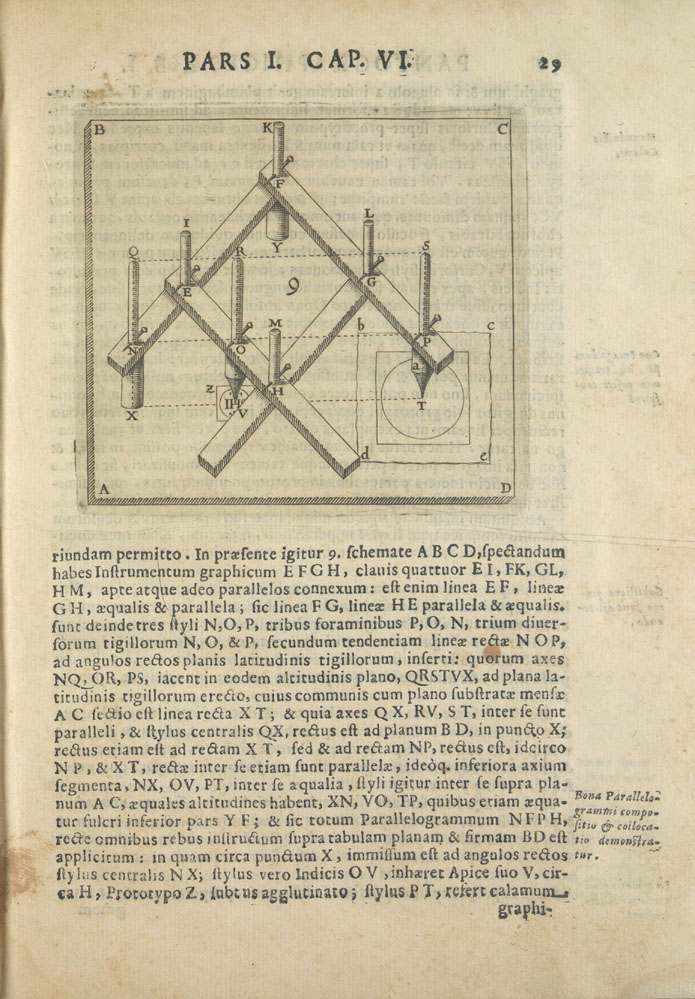
Le pantographe, première invention de Christoph Scheiner.

Puis il étudia la philosophie, les mathématiques et la philosophie naturelle (la physique) jusqu'en 1601 à l’université d'Ingolstadt. Il enseigna ensuite au collège jésuite de Dillingen jusqu'en 1605.
Paulus Gay, le 25e abbé de l’abbaye cistercienne de Stams, revenant sur ses années passées à l'Académie de Dillingen, évoque ainsi les talents pédagogiques de Scheiner : « Pour le cours de « poésie » mon professeur était Christophorus Scheiner, surnommé « Vischkibl » ; c'était un bon mathématicien, insuffisamment qualifié pour cette école et ses élèves, si ce n'est que le travail personnel des élèves suppléait à ses lacunes ; un homme admirable, natif de Judée. » 
En 1605 Scheiner reçut à Dillingen le titre universitaire de magister artium. Cette même année, le duc Guillaume V l'appela à sa cour de Munich, pour qu'il lui explique le fonctionnement des pantographes qu'il avait inventés en 1603.
De l'automne 1605 au 30 juin 1609, Scheiner étudia la théologie à l'Université d'Ingolstadt et soutint sa thèse de Dr theol. sur Thomas d'Aquin : Theses Theologicæ, ex universis D. Thomæ partibus. L'année 1609 fut pour Scheiner un tournant : ordonné sous-diacre par l'évêque Marcus Lyresius le 14 mars, il devint diacre le 4 avril. Quinze jours plus tard, le 18 avril, Lyresius l'ordonna prêtre dans la cathédrale d'Eichstätt même.
Scheiner accomplit son Troisième An du 6 octobre 1609 au 10 septembre 1610 à Ebersberg sous la direction du père Johannes Pelecius.

### Professeur à Ingolstadt (1610–1617)
Il se vit offrir la chaire de sciences mathématiques (physique et astronomie) et d’hébreu de l’université d’Ingolstadt le 15 octobre 1610 ; il y prenait la succession de Johann Lantz (1564–1638). Ses conférences lui valurent de la réputation et l'archiduc Maximilien III d'Autriche l’invita plusieurs fois à sa cour d’Innsbruck, pour qu'il lui explique divers phénomènes d’astronomie.
Grâce à la lecture de la Dioptrique de Johannes Kepler (1611), Scheiner parvint à construire vers 1613 une lunette astronomique. Il était le premier savant du Saint-Empire à construire un tel appareil, avec trois décennies d'avance sur les premières lunettes à lentilles multiples d’Anton Maria Schyrleus de Rheita (1597–1660). Scheiner se constitua un petit observatoire dans la tour de l’église de la Sainte-Croix d’Ingolstadt. Il effectua ses premières observations du Soleil avec sa lunette et à l'œil nu, une démarche dangereuse qui n'était d'ailleurs possible que lorsque la brume diffusait en partie la lumière solaire. Puis il imagina d'observer le Soleil à travers des verres colorés. Au cours des années suivantes, Scheiner fabriqua une série de lunettes spéciales qu'il appelait hélioscope (en)s pour ses observations solaires : l'idée était de projeter avec la lunette la lumière du Soleil sur une surface en papier, si bien que l’œil n’était plus soumis au rayonnement lumineux direct. En outre, les taches solaires étaient beaucoup plus faciles à observer ainsi. L'observation du Soleil plusieurs minutes de suite posait le problème de la poursuite de l'astre dans sa course apparente, or les premières lunettes astronomiques de Scheiner reposaient directement sur un socle fixe : le recours à un trépied muni d'un dispositif de guidage améliora la situation. Christopher Grienberger mit au point à la demande de Scheiner une monture parallactique tandis que Scheiner lui-même inventait le collimateur qui porte son nom. Scheiner se servit également d'une chambre noire pour reporter grossièrement sur le papier la position des taches solaires.
L’archiduc Maximilien III possédait une lunette astronomique qu'il utilisait, outre l’astronomie, pour observer le paysage autour d’Innsbruck. Il s'agaçait de n'avoir qu'une image renversée de ce qu'il observait : Scheiner résolut le problème en interposant une lentille convexe qui rétablissait l'image dans le bon sens, réalisant ainsi (mais après Schyrle de Rheita) l'une des premières lunettes à redresseur terrestre. Scheiner fabriqua également une chambre noire portative.
Depuis sa tour d'observation de la Heilig-Kreuz-Kirche d’Ingolstadt, Scheiner et son élève le père Jean-Baptiste Cysat observèrent les premières taches solaires l'après-midi du 21 mars 1611. Ils renouvelèrent l'expérience en octobre 1611. Scheiner s'aperçut le premier que ces taches solaires tournent plus vite à l'équateur qu'en allant vers le pôle. Sa première hypothèse (incorrecte) fut que ces objets n'étaient pas liés au Soleil, qu'il considérait comme un corps sphérique pur, donc immaculé.

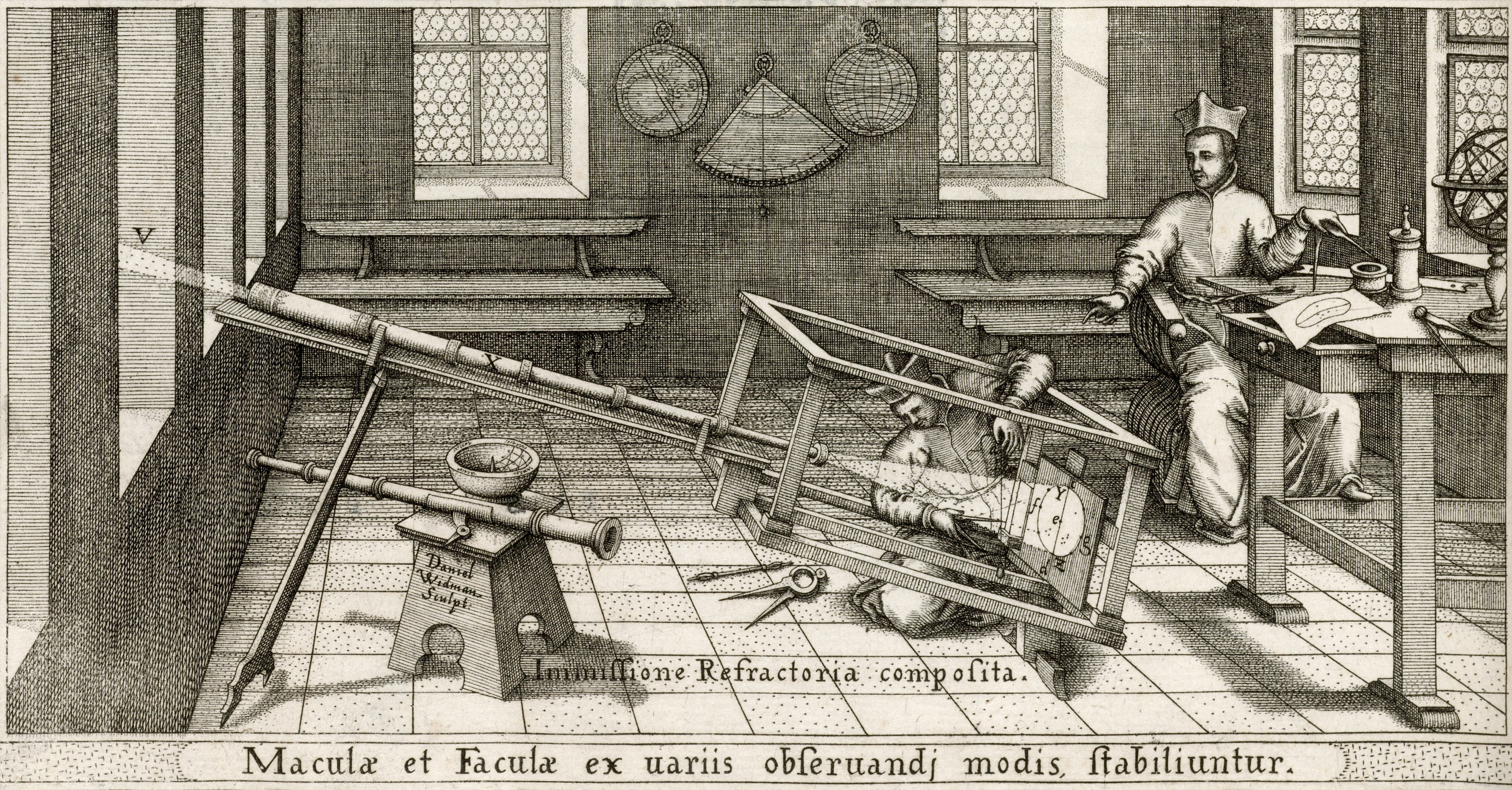

Comme la présence de ces taches contredisait la perfection du Soleil, le supérieur provincial, Peter Busäus, ordonna aux deux astronomes de garder le silence. Sa justification s’appuyait sur le fait qu’Aristote n'avait mentionné aucune impureté du Soleil. D'autres confrères de la Compagnie, comme Adam Tanner, l’exortèrent à la prudence.
Scheiner était en correspondance avec le savant conseiller d’Augsbourg Markus Welser. Dans trois lettres, datées des 12 novembre, 19 décembre et 26 décembre 1611, Scheiner faisait part à ce gentilhomme de sa découverte ; or Welser fit paraître ces trois lettres le 5 janvier 1612 sous le titre Tres epistolæ de maculis solaribus : elles établissaient formellement la priorité de Scheiner sur Galilée. Dans la controverse qui suivit, Scheiner opta pour le pseudonyme Apelles latens post tabulam (litt. « Apelles caché derrière le tableau ») : partie d'une discussion sur la validité du système de Copernic, l’explication des taches solaires finit par venir au premier plan des débats. Scheiner refusait-il le système de Copernic ? Il avait essayé d'observer une conjonction de Vénus et du Soleil. Dans la lettre du 19 décembre 1611, il écrit : « Si toutes les autres explications devaient s'avérer trompeuses, celle-ci seule devrait suffire à convaincre, à savoir que Vénus orbite autour du Soleil. Je ne doute pas qu'il en aille de même pour Mercure, et je ne manquerai pas de le vérifier. »
Welser fit parvenir un exemplaire de ce recueil à Galilée et Johannes Kepler. Dès le 4 mai 1612, Galilée réagit en signalant qu'il avait observé ces taches solaires dès novembre 1610. Il n'y voyait d'ailleurs que de simples « nuées », non des satellites (des « lunes »), comme Scheiner les nommait dans ses lettres. L'échange épistolaire entre les deux savants se poursuivit. Le 13 septembre 1612 parurent trois autres écrits d'« Apelles latens post tabulam ». On sait aujourd'hui qu'au même moment, Thomas Harriot (1610) et Johann Fabricius (9 mars 1611) avaient eux aussi découvert ce phénomène. Les observations de Johannes Fabricius furent seules imprimées mais ni Scheiner ni Galilée n'en eurent connaissance.
On commençait à admettre que le système de Ptolémée avec ses sphères cristallines (qui faisaient se mouvoir les planètes) n'était plus tenable. Dans le système de Copernic (comme dans celui de Tycho Brahe) les orbites des planètes se croisaient, excluant la possibilité que le ciel soit fait de sphères solides. Il fallait trouver une nouvelle explication physique pour rendre compte de la substance céleste : le ciel fluide. Christoph Scheiner chercha sa propre solution. Sa première allusion à la possibilité d'un ciel rempli de fluide se trouve dans une lettre de 1614 au Père jésuite Paul Guldin, à qui il demande comment il doit s'exprimer lorsqu'il parle des taches solaires, des astres et d'autres phénomènes, puisqu'il ne peut publier qu'il pense que le ciel est fluide. Dans le support de ses conférences d’Ingolstadt de 1614 on trouve également mention de son hypothèse d'un ciel fluide.
Cette même année 1614, il publia avec son disciple Stefan Locher un livre intitulé Disquisitiones mathematicæ, où il expose les théories copernicienne, ptolémaïque et tychoenne du monde. On y trouve une gravure représentant le système de Copernic. Scheiner reçut un rappel à l'ordre du Supérieur général de la Compagnie de Jésus, Claudio Acquaviva, le 13 décembre 1614, ainsi tourné : « Je voudrais simplement recommander à Votre Excellence de s'en tenir à la doctrine des Anciens et de ne pas enseigner les idées de certains Modernes. Soyez certain que cela nous déplaît et que nous ne laisserons aucun des nôtres publier quoi que ce soit de tel. »
L'ouvrage Sol ellipticus, où l'auteur analyse l'aspect oblong du soleil à son lever et à son coucher, parut en 1615. Un autre livre, paru en 1617 sous le titre de Refractiones cœlestes, est lui aussi consacré à la réfraction des rayons du Soleil à travers l’atmosphère.
Scheiner publia cette même année 1617 avec son disciple Georg Schönberger un traité complet sur les cadrans solaires intitulé Exegeses fundamentorum gnomonicorum. Il prononça ses vœux définitifs le 31 juillet 1617 devant le recteur Johannes Manhart dans le monastère Zur Schönen Unserer Lieben Frau d’Ingolstadt.

### À la cour d'Innsbruck (1617–1620)
À partir de 1614, Scheiner se rendit souvent à Innsbruck auprès de l'archiduc Maximilien III pour le conseiller sur certaines recherches astronomiques, si bien qu'en 1617 ce prince le fit venir pour de bon (avec l'accord du supérieur provincial) à sa cour. Là, Scheiner se consacra à l'anatomie de l’œil et à l’optique physiologique. Il publia ses découvertes dans un traité intitulé Oculus : sans connaître la théorie exacte de la réfraction de la lumière, il y compare les indices optiques des différentes parties de l'œil comme le cristallin et l’humeur vitreuse. Il reconnaît dans la rétine le siège des sensations visuelles. Les autres apports de cet ouvrage novateur sont : l’estimation du rayon de courbure de la cornée, la découverte des terminaisons nasales du nerf optique, l’augmentation de la courbure du cristallin par accommodation, le réflexe de contraction de la pupille, la contraction de la pupille par accommodation, l’effet sténopéïque, la mise en évidence de l’inversion des images sur la rétine, enfin l’analogie entre l’œil et la chambre noire.
Il n'y a pas jusqu'aux premières tentatives de mesure des défauts de l'œil qui ne remontent à Scheiner, comme le test de Scheiner (dédoublement des images). Il décrivit la cataracte et indiqua comment on pourrait la traiter. Il fabriqua un modèle réduit de l’œil humain, chercha à mesurer l'angle apparent sur la rétine et à localiser le centre de rotation de l’œil.
Simultanément il était impliqué dans la construction de l'église jésuite d’Innsbruck, chargé particulièrement du suivi financier du projet ; cette église devait d'ailleurs s'écrouler dès 1626 par suite de fondations insuffisantes.

### Errance: les débuts de la guerre de Trente Ans
Puis Scheiner enseigna les mathématiques à Fribourg de l'automne 1620 au printemps 1621. La déclaration de la guerre de Trente Ans contraignit Scheiner à trouver refuge auprès de l’archiduc Charles à Vienne, avec qui il put voyager jusqu'à Neisse en Silésie en 1621. Scheiner devint le confesseur de l'archiduc. En 1623 on décida l’ouverture d’un collège jésuite à Neisse, dont Scheiner lui-même serait le recteur.

### Mission à Rome: l'affaire Galilée
En 1624, Scheiner se rendit à Rome pour régler des problèmes liés à l'ouverture du collège de Neisse. Mais ce qui devait n'être qu'un bref séjour dura en fait neuf années. On le garda à Rome pour y enseigner au Collège romain.

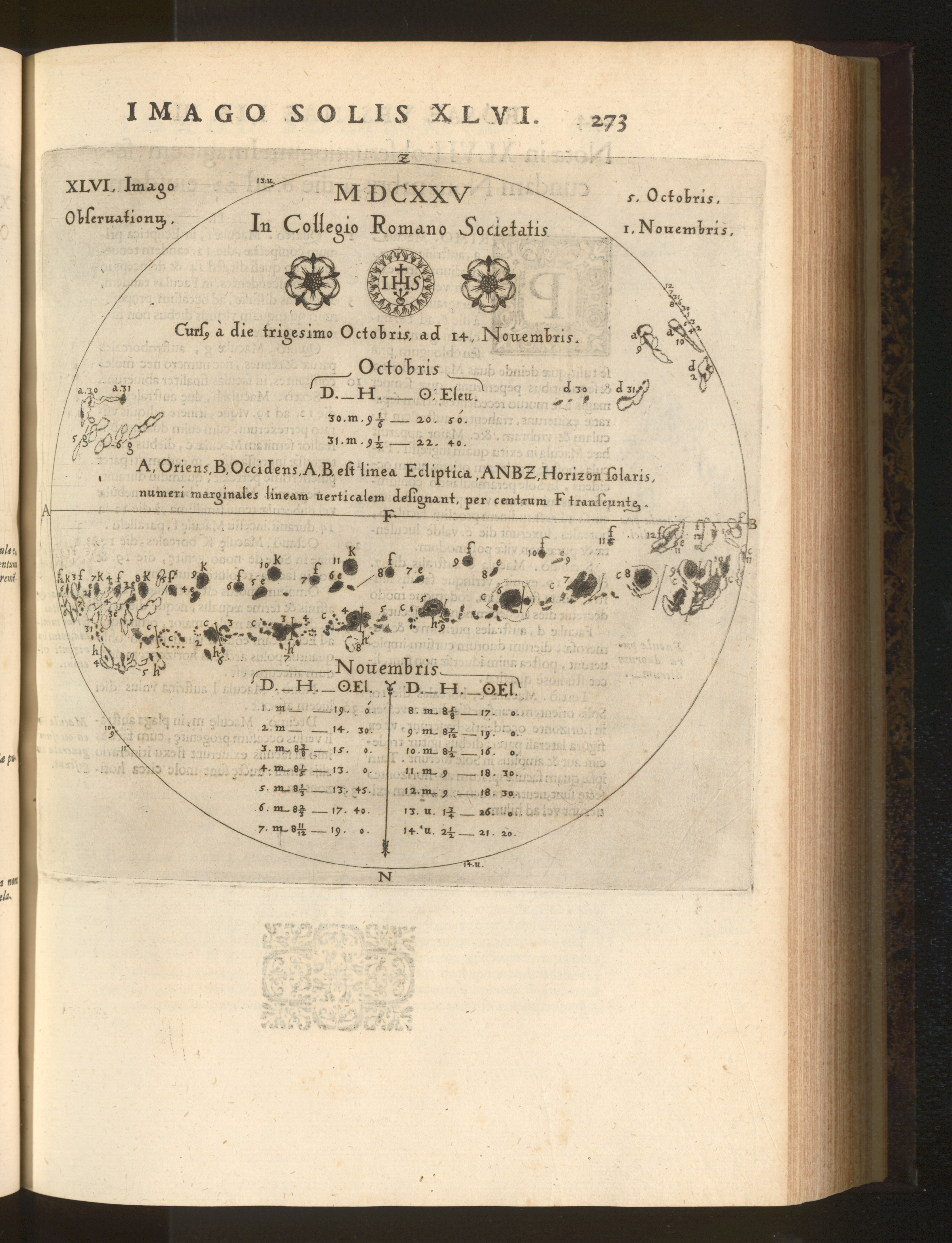
Observation des taches solaires.

À Rome, Scheiner prend connaissance du Saggiatore de Galilée, imprimé l'année précédente et où l'auteur l'accusait de plagiat (à propos des taches solaires). Or non seulement ses amis priaient Scheiner d'écrire sur la description des taches solaires, mais lui-même voulait laver son honneur de l'accusation. Il consigna les résultats de plusieurs années d'observations assidues dans un livre intitulé Rosa Ursina sive Sol. Il décrivit le mouvement des taches solaires sur une année, donna la période de rotation du soleil ainsi que l'inclinaison de son axe. Dans la dernière partie du livre, il traite des taches et des protubérances, de la nature ignée et fluide des cieux et tire des Saintes Écritures et des Pères de l'Église des justifications de sa version du système géocentrique. Galilée ne devait publier de nouveaux résultats qu'en 1632 avec ses Dialogues sur deux grands systèmes du Monde.
Ironiquement, l'activité solaire devait notoirement diminuer quelques années plus tard (entre 1645 et 1715), phénomène qualifié de minimum de Maunder ; de sorte qu'il ne fut plus possible de confirmer les observations de Scheiner avant le milieu du XVIIIe siècle.
Le 20 mars 1629 puis de nouveau en 1630, Scheiner signala l'existence d'un phénomène de halo (cosoleil). Christian Huygens tirera par la suite les conclusions de ces observations.
Le procès de Galilée s'ouvrit au début de 1633, et le savant florentin dut abjurer ce qui était considéré comme hérétique, le 22 juin 1633. Scheiner était alors à Rome. Même si les actes du procès ne le mentionnent que ponctuellement, plusieurs biographes de Galilée présument (mais sans preuve) qu'il a contribué à la condamnation de son rival.
L'examen des échanges épistolaires entre les savants de cette époque donne un récit vivant des événements.
Il y eut des tentatives de conciliation entre Galilée et Scheiner : Pierre Gassendi, un ami du père jésuite, écrit le 10 mai 1633 au P. Tommaso Campanella, philosophe et ami de Galilée : « Comme il serait heureux que tu emploies ta connaissance des hommes et ta prudence à aplanir la querelle entre ces deux hommes! Car tous deux sont bienfaisants, recherchent la vérité, sont honorables et de bonne foi. Tous deux se sont mutuellement insultés. Et je ne peux que plaindre le destin des savants lorsque je vois comment de grands esprits peuvent s'abaisser à de telles chamailleries. Car de petits esprits, avides d'un mérite qui ne tient qu’à un fil de soie, peuvent bien se quereller ; mais que des hommes si prodigieux mus par l'amour de la vérité se laissent ainsi submerger par la passion, est tout à fait curieux. »
René Descartes écrit en février 1634 à Marin Mersenne : « Je me suis laissé dire que les Jésuites avaient aidé à la condamnation de Galilée ; et tout le livre du P. Scheiner montre assez qu’ils ne sont pas de ses amis. Mais d’ailleurs les observations qui sont dans ce livre fournissent tant de preuves, pour ôter au Soleil les mouvements qu’on lui attribue, que je ne saurois croire que le P. Scheiner même en son âme ne croie l’opinion de Copernic ; ce qui m’étonne de telle sorte que je n’en ose écrire mon sentiment. »
Peiresc écrit que Scheiner ne « défend le système géocentrique que par la contrainte et l'obéissance ».
Si après la condamnation de Galilée en 1633, Scheiner était du camp des vainqueurs, les Dialogues du savant florentin devaient s'imposer comme l'un des plus grands livres de l'histoire de l'astronomie et de la physique, alors que le Prodromus de Scheiner est presque entièrement tombé dans l'oubli.

### Retour en Silésie
Après quatre années passées à Vienne, Scheiner retrouva le collège jésuite de Neisse, mais il semble l'avoir fait à regret. On lui avait trouvé un successeur au poste de recteur. Il travailla peu à ses recherches et mourut le 18 juillet 1650 à Neisse, où il fut enterré. Son dernier livre, (dont il avait déjà commencé la rédaction à Rome dès 1632) intitulé Prodromus pro sole mobili parut quelques mois plus tard.

## Hommages

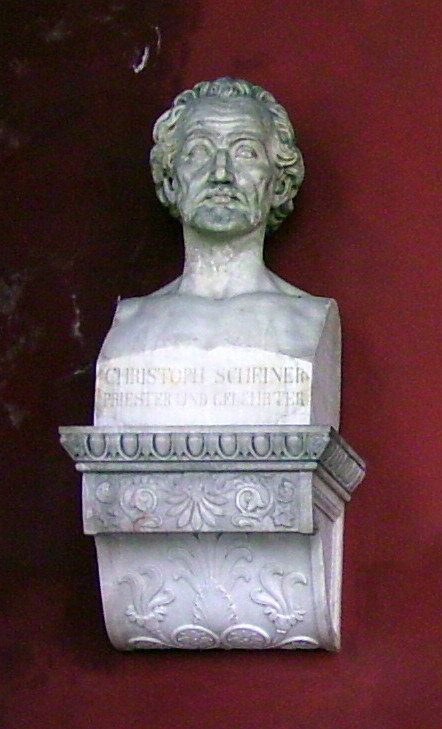
Buste du savant bavarois dans la Ruhmeshalle de Munich.

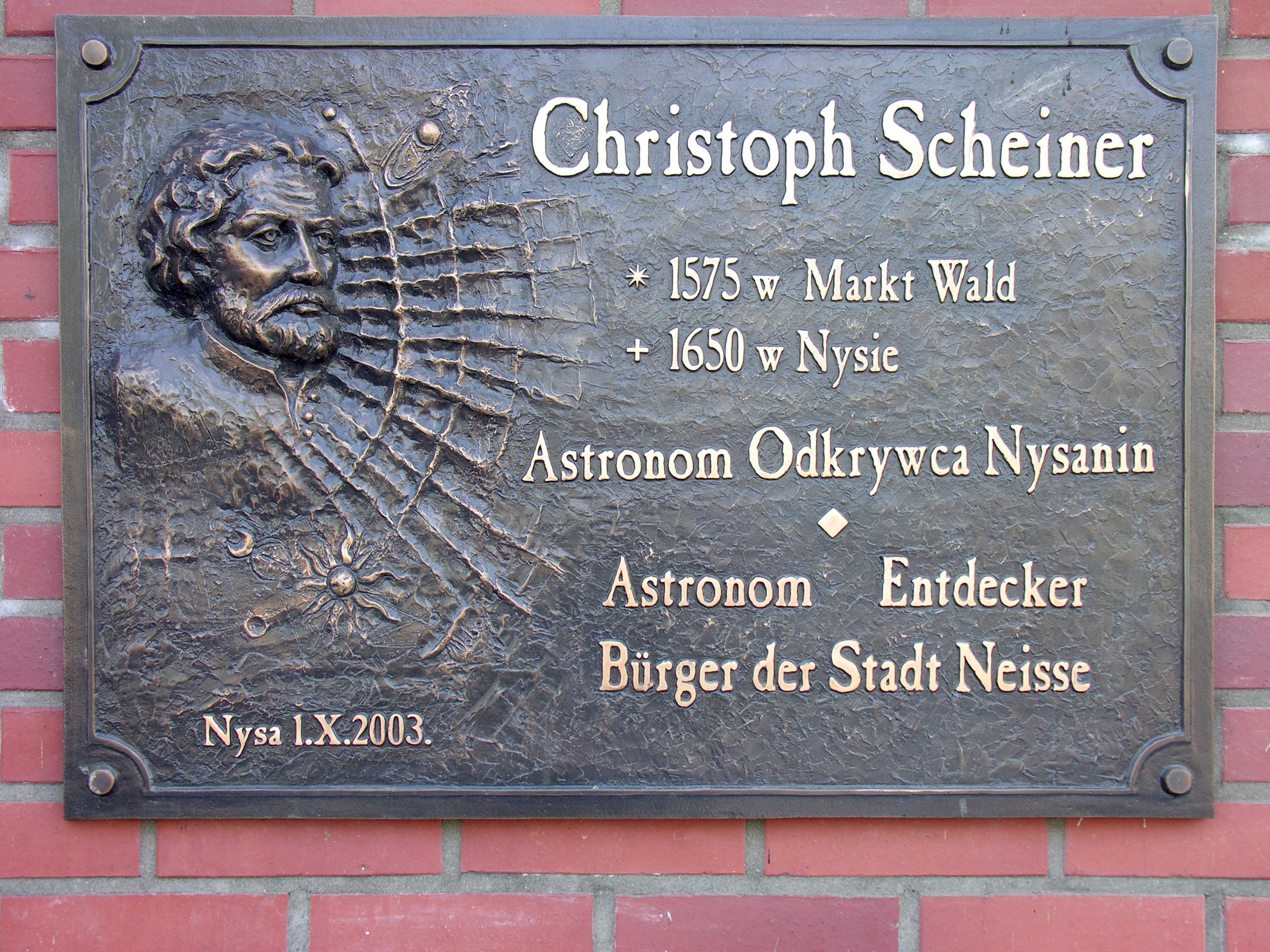
Plaque commémorative bilingue à Nysa (Neisse).

- La fresque du plafond du collège jésuite de Dillingen représente Scheiner s'entretenant avec le P. Adam Schall von Bell de la Compagnie de Jésus.
- Un portrait peint à l'huile de Christoph Thomas Scheffler de 1725 est exposé au Musée municipal d'Ingolstadt. Elle provient du collège jésuite d'Ingolstadt détruit au XIXe siècle. Une médaille commémorative de 35 mm de diamètre, frappée en 1999 à l'initiative de la ville d'Ingolstadt, s'en est inspirée pour l'effigie.
- La pinacothèque Bayerische Staatsgemäldesammlung possède un buste de Christoph Scheiner sculpté par Johann von Halbig (en) (WAF B 106).
- Un buste en marbre du savant bavarois, sculpté par Arnold Hermann Lossow en 1856, se trouve dans la Ruhmeshalle de Munich.
- Plusieurs rues à Charlottenburg, Munich (près de l'observatoire de l'Université), Ingolstadt, Markt Wald, Gaimersheim et Mindelheim portent le nom de Scheiner.
- Il y a à Ingolstadt un gymnasium portant son nom, et une école à Markt Wald. Une plaque commémorative sur un hôtel et une tour d'observation rappellent la mémoire de l’enfant du pays.
- Un timbre autrichien de 0,55 € a été émis à l'effigie de Christoph Scheiner en 2005. Il s'inspire lui aussi du tableau du Musée municipal d'Ingolstadt.
- Le P. jésuite Giovanni Battista Riccioli baptisa du nom de Christoph Scheiner un cratère lunaire d'un diamètre de  113 km et d'une altitude de 5 500 m.
- Au Kerala, en Inde, il y a un Christoph-Scheiner-Study-Center.
- Une plaque commémorative bilingue (allemand et polonais) est visible à Nysa (Pologne) (anciennement Neisse).

## Œuvres

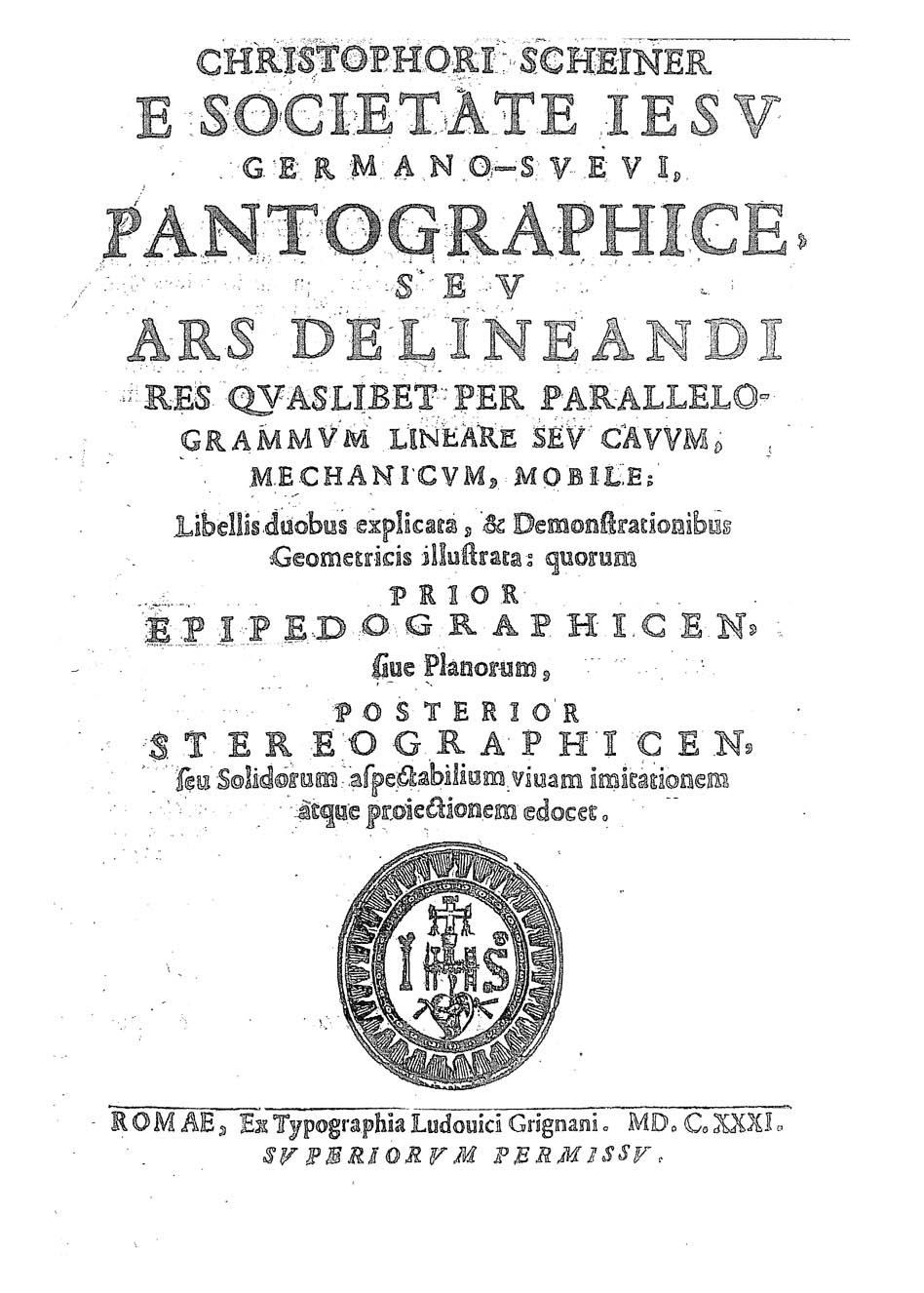
Pantographice, 1631

- Tres epistolae de maculis solaribus (Augsbourg, 1612) IMSS Digital Library
- De Maculis solaribus et stellis circa Jovis errantibus accuratior Disquisitio (Augsbourg 1612) IMSS Digital Library
- Disquisitiones mathematicae (Ingolstadt 1614, zusammen mit Stefan Locher) IMSS Digital Library
- Sol ellipticus (Augsbourg 1615) IMSS Digital Library
- Exegeses fundamentorum gnomonicorum (Ingolstadt 1617)
- Refractiones coelestes sive solis elliptici phaenomenon illustratum (Ingolstadt 1617) IMSS Digital Library
- Oculus, hoc est: Fundamentum opticum (Innsbruck 1620) Gallica
- Rosa Ursina sive Sol. (Bracciano 1626–30) IMSS Digital Library
- Pantographice seu ars delineandi (Rome 1631) IMSS Digital Library
- Prodromus pro sole mobili et terra stabili contra… Galilaeum a Galileis (Prague 1651) IMSS Digital Library
- Apelles Post tabulam observans maculas In Sole Sine Veste. Cölln (1684), édition en ligne proposée par la Bibliothèque régionale de Saxe et la Bibliothèque de l'Université de Dresde